# Ministère des Affaires étrangères (Géorgie)
Pour les articles homonymes, voir Ministère des Affaires étrangères.
 (juillet 2020).
Si vous disposez d'ouvrages ou d'articles de référence ou si vous connaissez des sites web de qualité traitant du thème abordé ici, merci de compléter l'article en donnant les références utiles à sa vérifiabilité et en les liant à la section « Notes et références ».
Le ministère des Affaires étrangères de Géorgie est l'un des 11 ministères du Cabinet géorgien, responsable du réseau des relations du pays avec les nations étrangères. Le ministère des Affaires étrangères est situé sur la rue Chio Tchitadze à Tbilissi.
Ce ministère est apparu pour la première fois dans la politique géorgienne en 1918, lorsque le premier dirigeant de la République démocratique de Géorgie, Noé Jordania, a formé le premier cabinet de Géorgie. Le titulaire actuel est Maka Bochorishvili, depuis 2024.